# 水泥基渗透结晶型防水材料
水泥基渗透结晶型防水材料（英语：Cementitious capillary crystalline waterproofing materials ）指具有活性的化学物质，由水泥和砂作载体调配的固体粉料。这类材料具有亲水特性，促使水化反应的硅酸钙水合物（CHS）密度增加；生成堵塞混凝土孔隙的结晶沉积物；以至在静水压力下，明显的改善了混凝土阻止压力水渗入的能力。